# Parisine

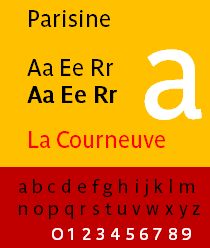
Tipo Parisine.

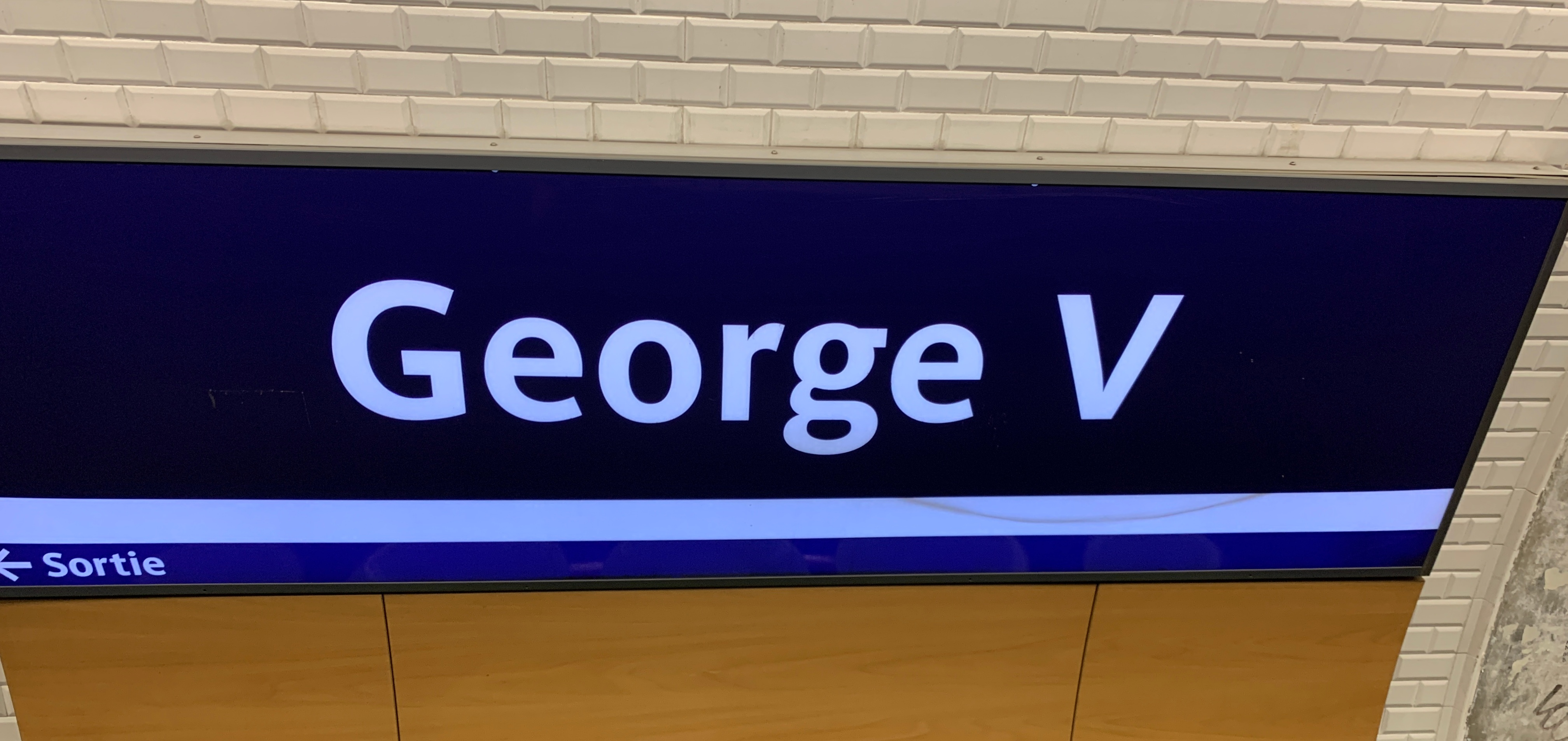
Placa de sinalização na Estação George V, no metrô de Paris.

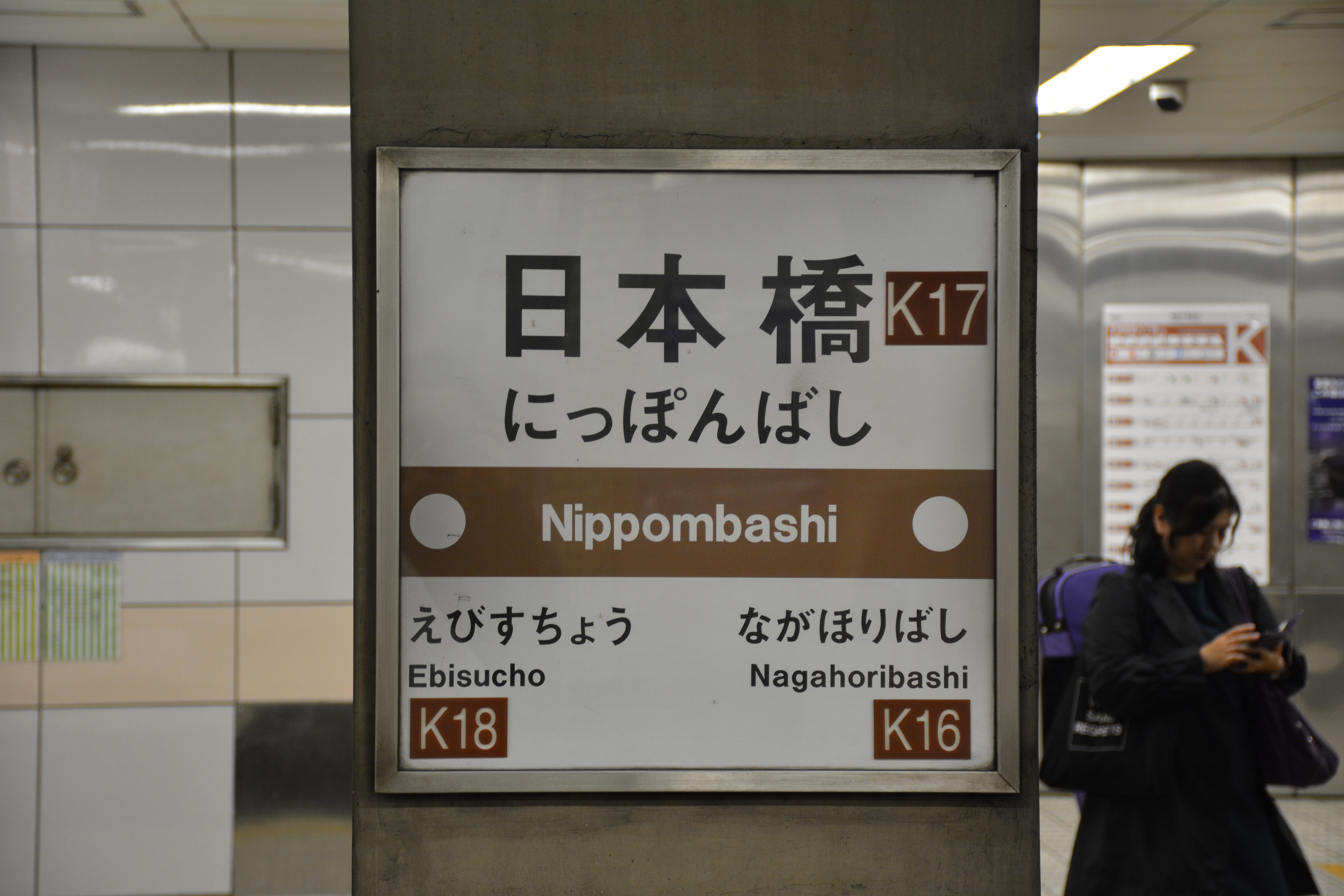
Placa de sinalização na Estação Nippombashi, no metrô de Osaka.

Parisine é a fonte tipográfica criada para a Régie Autonome des Transports Parisiens (RATP) por Jean François Porchez, da empresa Porchez Typofonderiel. Este tipo de letra é usado desde 1996 no metrô de Paris, na Rede Expressa Regional (RER) Île-de-France operado pela RATP, bondes e ônibus RATP e, desde 2015, no metrô de Osaka para inscrições que utilizam o alfabeto latino, ela também foi adotada no metrô de Argel. Suas formas são influenciadas pelo trabalho de Edward Johnston e Eric Gill para o metrô de Londres.

## História
A adoção do padrão Parisine fez parte do “Autrement Bus”, programa lançado no início da década de 1990 para unificar a sinalização dos diferentes meios de transporte, no contexto de uma rede já multimodal. É acompanhado por outras modificações e padronizações da sinalização, como a escolha do azul como cor de fundo, um código de cores para representar as diferentes linhas, ou a escrita em "maiúsculas e minúsculas".

## Família
A família da fonte Parisineinclui versões:
- Parisine Std
- Parisine PRO
- Parisine Plus
- Parisine Plus Std
- Parisine Plus PRO
- Parisine Office
- Parisine Office PRO

## Premiações
- A Parisine Office ganhou uma estrela do Observador 07 no Design Observeur 07 (Observeur du design 07).[2][4]
- A Parisine Girouette ganhou uma estrela no Observeur du design 13 na categoria design gráfico, identidade visual.[5]
- A Parisine Girouette ganhou um prêmio no 44e Palmarès Prix 2012 na categoria Tipografia, categoria de design de fontes.[6]